# 1022
Cette page concerne l'année 1022  du calendrier julien.
L'année 1022 est une année commune qui commence un lundi.

## Événements
- 6 janvier, Épiphanie[1] : Basile II reçoit à Trébizonde une ambassade du roi bagratide Jean Sempad, dirigée par le catholikos arménien Petros. Il lègue son royaume d'Ani au basileus après sa mort[2].

- Mars : l’archevêque de Cologne Pilgrim descend le long de la côte tyrrhénienne pour soumettre le Mont-Cassin et Capoue. L'abbé du Mont-Cassin Atenolfo s'enfuit et se noie dans l'Adriatique le 30 mars[3]. Le prince de Capoue, Pandulf IV est capturé et amené en Allemagne.
- 23 mars : mort de Zhenzong[4]. Début du règne de Renzong, empereur song de Chine (fin en 1063). Il poursuit l'œuvre de réorganisation administrative engagée par ses prédécesseurs.

- Printemps : révolte du stratège d’Anatolie Nicéphore Xiphias et de Nicéphore Phocas, fils de Bardas, contre Basile II, en intelligence avec le roi de Géorgie Giorgi [1].
- 1er août[5] : synode de Pavie, réformant les mœurs du clergé.
- 15 août : Nicéphore Phocas est assassiné par son complice Nicéphore Xiphias[6]. Ce dernier est fait prisonnier et interné comme moine aux îles des Princes[2].
- 11 septembre[7] : les troupes géorgiennes de Giorgi sont battues par les Byzantins près du fleuve Phasis[8]. Giorgi demande la paix et doit livrer de nombreux otages, dont son fils unique Bagrat, âgé de trois ans[2].
- 28 décembre[9] : Hérésie d'Orléans. Des chanoines sont condamnés au bûcher pour hérésie à Orléans dans un concile présidé par le roi Robert II le Pieux[10].

- Début du règne de Anund Jacob de Suède (fin en 1050)[11].
- Invasion du royaume Pala du Bengale par Rajendra Chola (fin en 1023)[12]. Il fait construire une nouvelle capitale à Gangaikondacholapuram pour commémorer sa victoire[13].
- Mahmud de Ghazni lance une quinzième expédition en Inde, contre les Chandela. Il assiège les forts de Gwalior et Kalinjar[14].
- Paix définitive du Koryŏ (Corée) avec la Chine des Liao[15]. Épanouissement de la culture du Koryo. Le gouvernement, stable, a des institutions et des méthodes empreintes de l’influence chinoise.
- Japon : Fujiwara no Michinaga, qui porta à son faîte la puissance des Fujiwara, consacre solennellement le temple du Hōjō-ji, qu’il a fait construire sur ses terres[16].